# Ешмолівський музей
Ешмолівський музей мистецтва і археології, Музей Ешмола (англ. Ashmolean Museum of Art and Archaeology) — відомий в Британії та за її межами музейний заклад у складі Оксфордського університету.

## Засновник

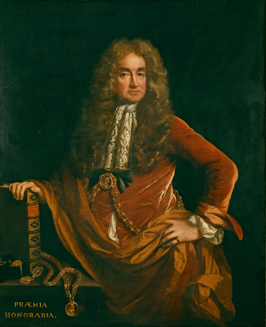
Худ. Райлі, портрет Еліаса Ешмола

Засновником музею став англійський політичний діяч Еліас Ешмол, астролог, алхімік, колекціонер. Приватну бібліотеку та колекції Еліаса Ешмола за заповітом отримав Оксфордський університет. Хоча відомо, що колекцію збирав товариш Ашмола — Джон Традескант (1608–1662) та батько Джона. Ці колекції і стануть ядром майбутнього університетського музею, який з часом було значно розширено та доповнено.
Організація музейного закладу припала на 1678 — 1683 роки. 1683 рік і вважають датою заснування музею. Першим хранителем музею став англійський натураліст Роберт Плот. Таким чином музей Ашмола — один із найдавніших у Західній Європі. Музейні колекції відігравали значну роль у наукових дослідженнях через наявність наукових приладів (в музеї велика кількість астролябій та інших інструментів). Приклад Ашмола став прикладом для передачі сюди творів мистецтва, музичних інструментів, археологічних знахідок, приватних бібліотек.

## Будівля
Сучасну будівлю музею створив британський архітектор Чарльз Роберт Кокерелл (1788–1863) в стилі пізнього класицизму. Будівництво тривало у 1841–1845 рр.
У XIX ст. проведена реорганізація музейних збірок, які стали частинами чотирьох різних музейних закладів Оксфордського університету. В колишньому первісному музейному приміщенні нині — музей історії науки. У будівлі Кокерелла — сучасний музей мистецтва та археології.

## Фонди

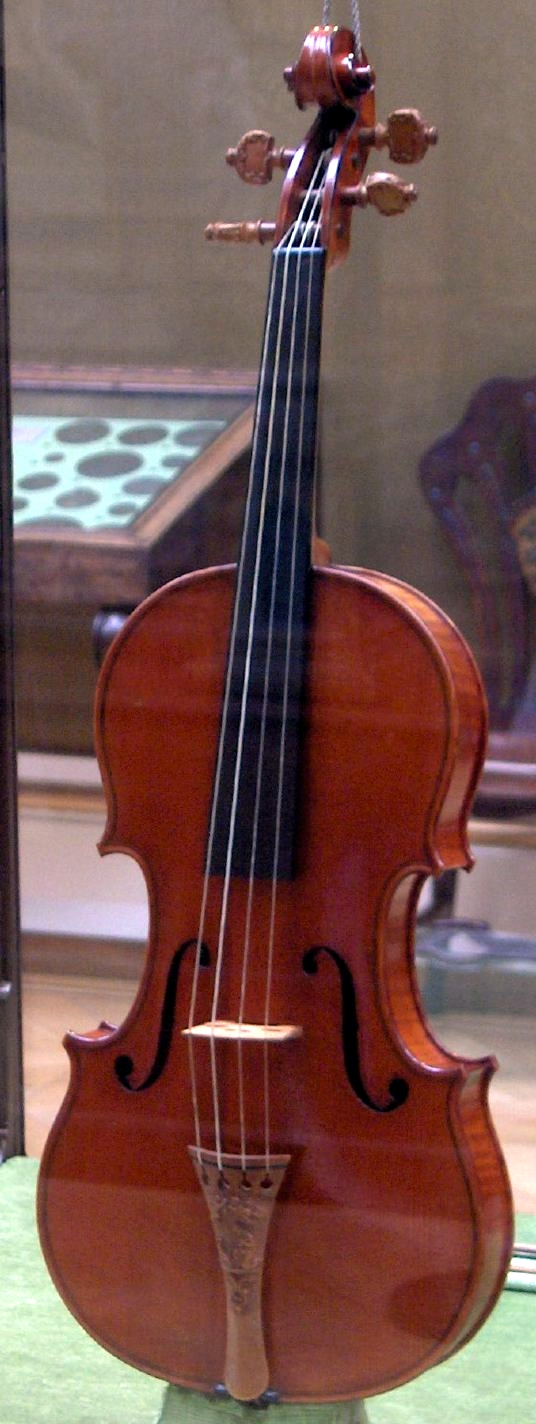
Скрипка Страдіварі «Мессія»

Музей Ашмола невеликий за розмірами у порівнянні з амбітними імперськими музеями на кшталт Британського музею чи Музею Вікторії й Альберта. Але його мистецькі збірки мають в своєму складі низку надзвичайно коштовних експонатів значної наукової або мистецької вартості, серед яких:
- артефакти Стародавнього Єгипту
- артефакти античності
- музичні інструменти
- історичні наукові прилади
- малюнки уславлених художників
- картинна галерея
- медальєрне мистецтво
- збірка пам'яток середньовіччя і навіть діамант.

## Шедеври графіки
Колекція графіки музею має значну кількість шедеврів графічного мистецтва Західної Європи і через наявність творів відомих майстрів, і через їх високий мистецький рівень, і через розмаїття технік (штудії художників, ескізи до вітражів, портрети тощо).

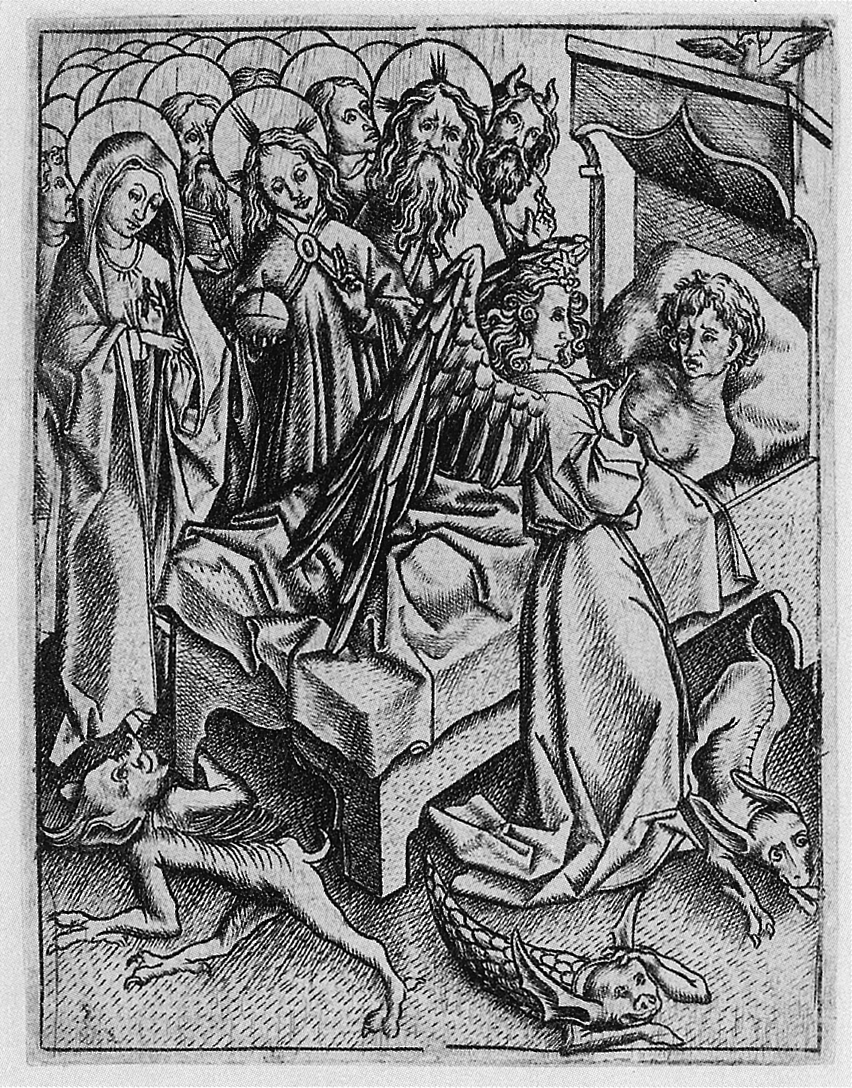
Гравюра монограмміста Е. S., 1450 р.
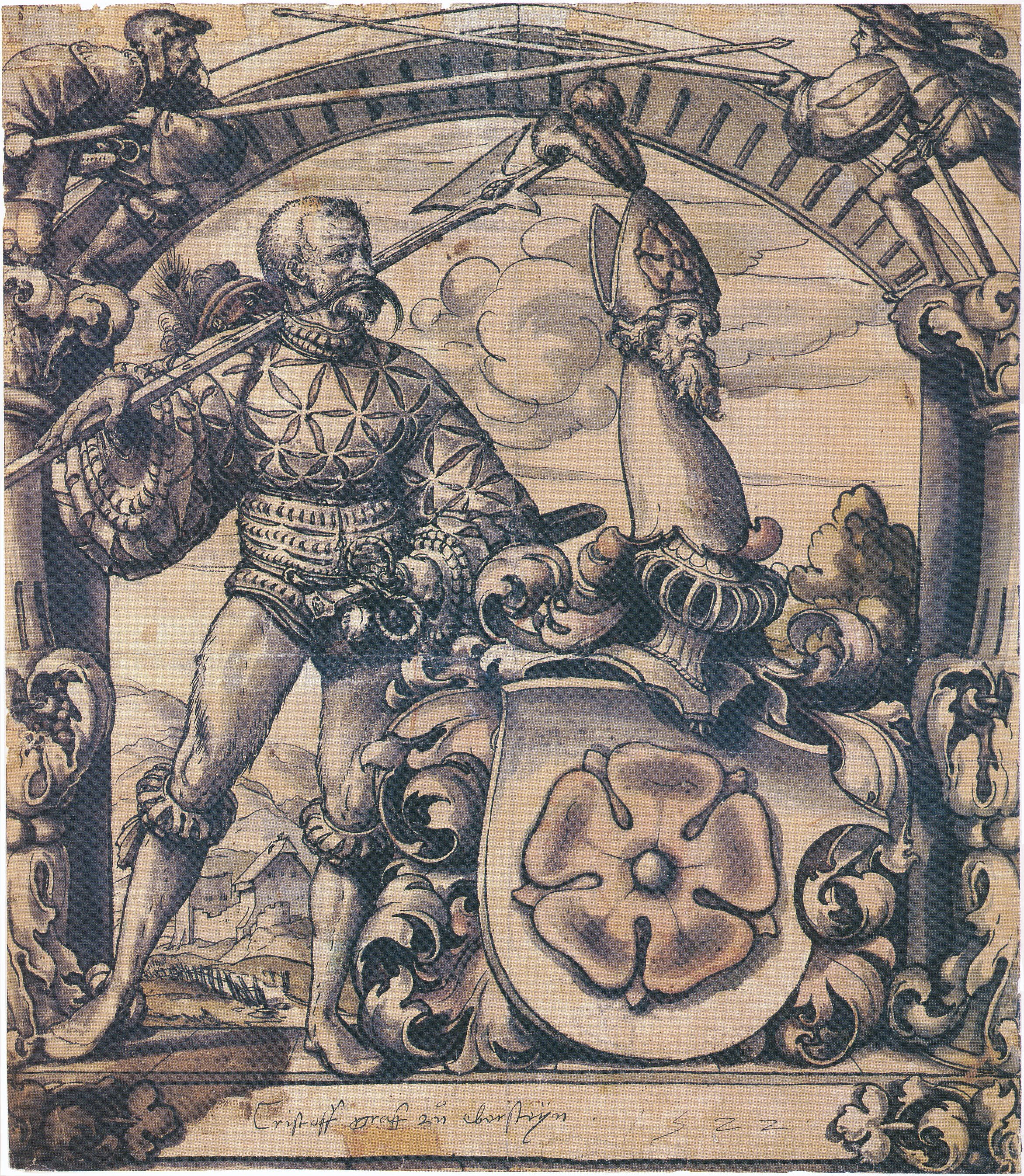
Ганс Гольбейн молодший, ескіз до вітражу з гербом Крістофа фон Еберштейна, 1522 р.
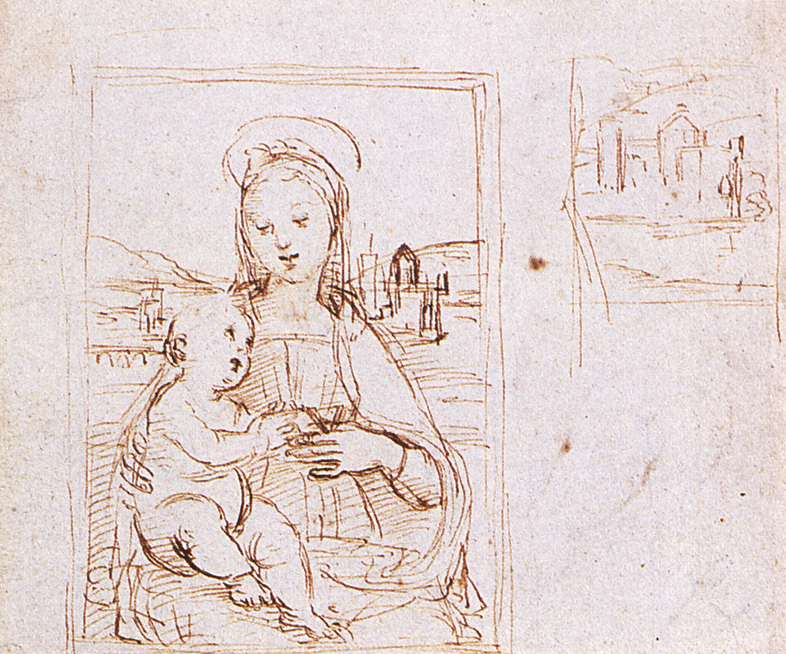
Рафаель Санті, композиція для мадонни ді Пасадена, 1503 р.
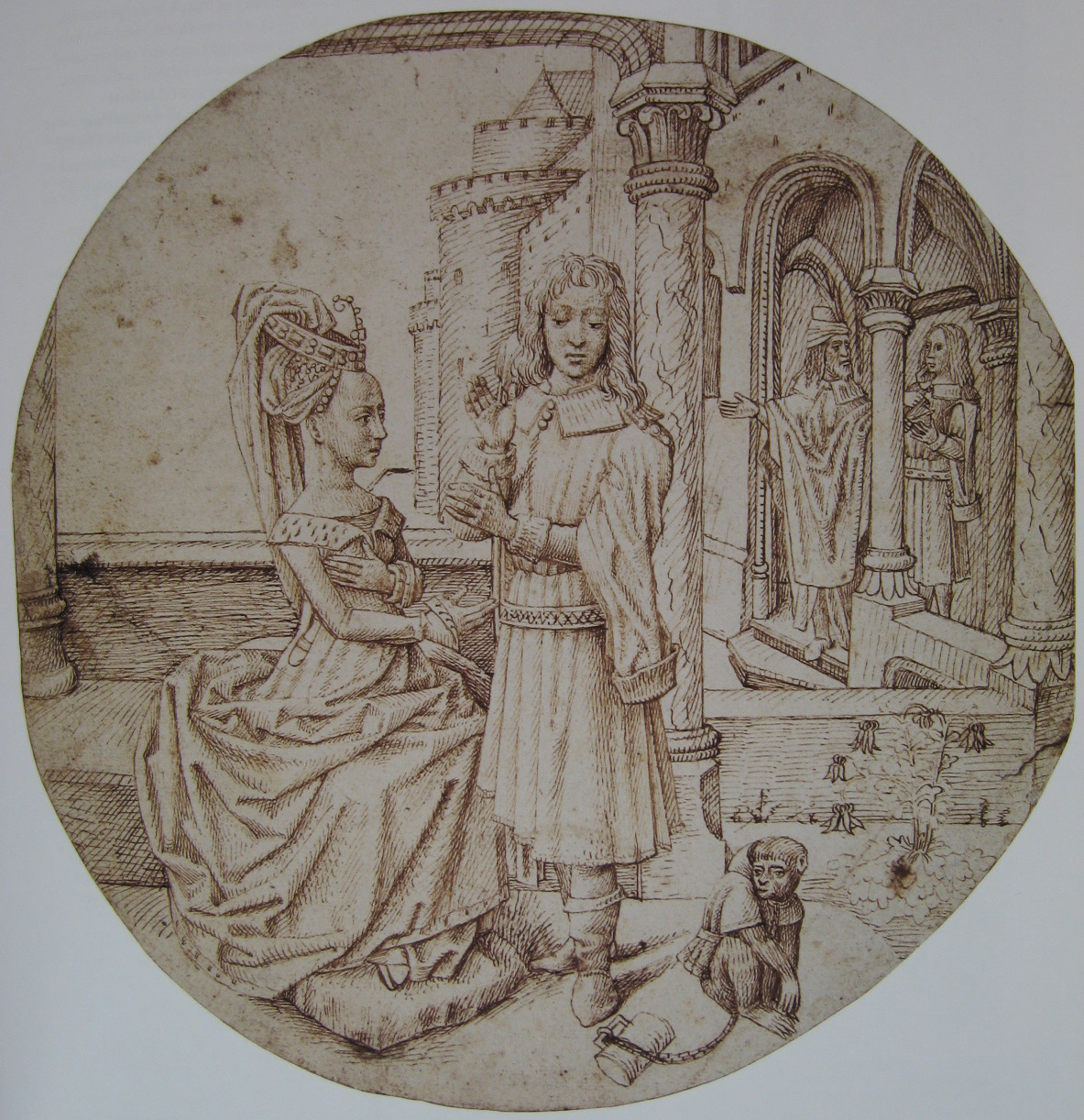
Малюнок Гуго ван дер Гуса, 1475 р.
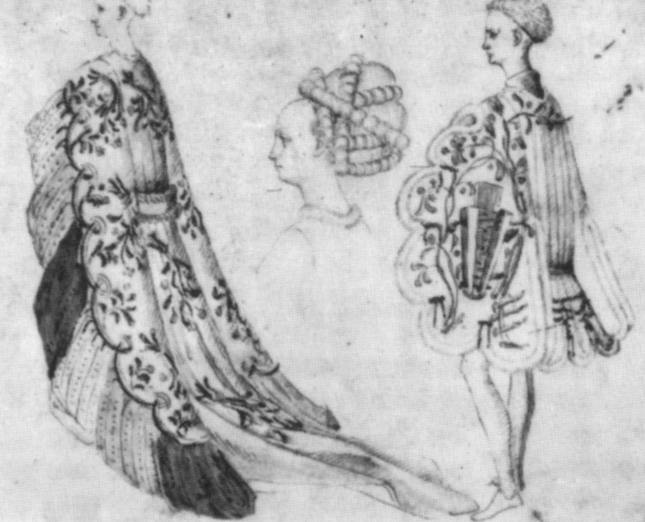
Малюнок Пізанелло
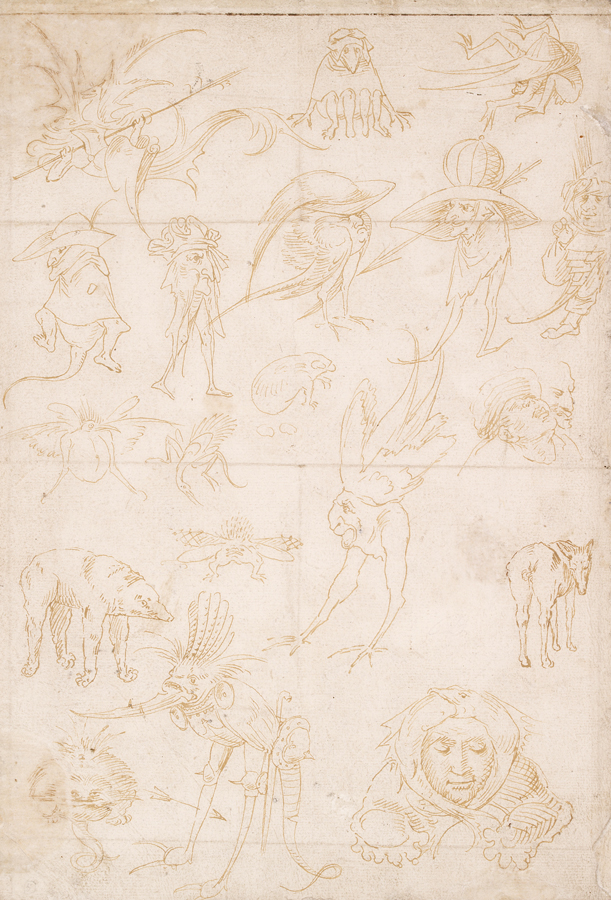
Ієронімус Босх, малюнок
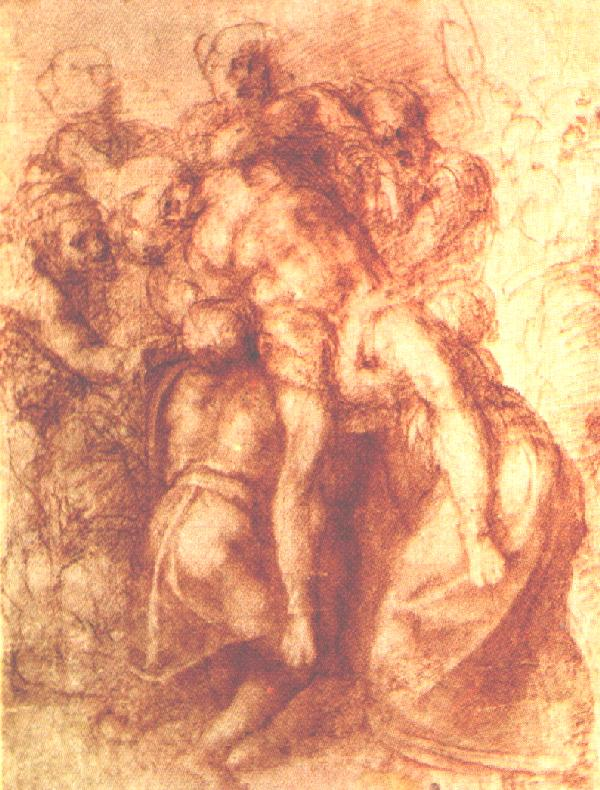
Мікеланджело, малюнок до композиції зняття з хреста, 1555 р.
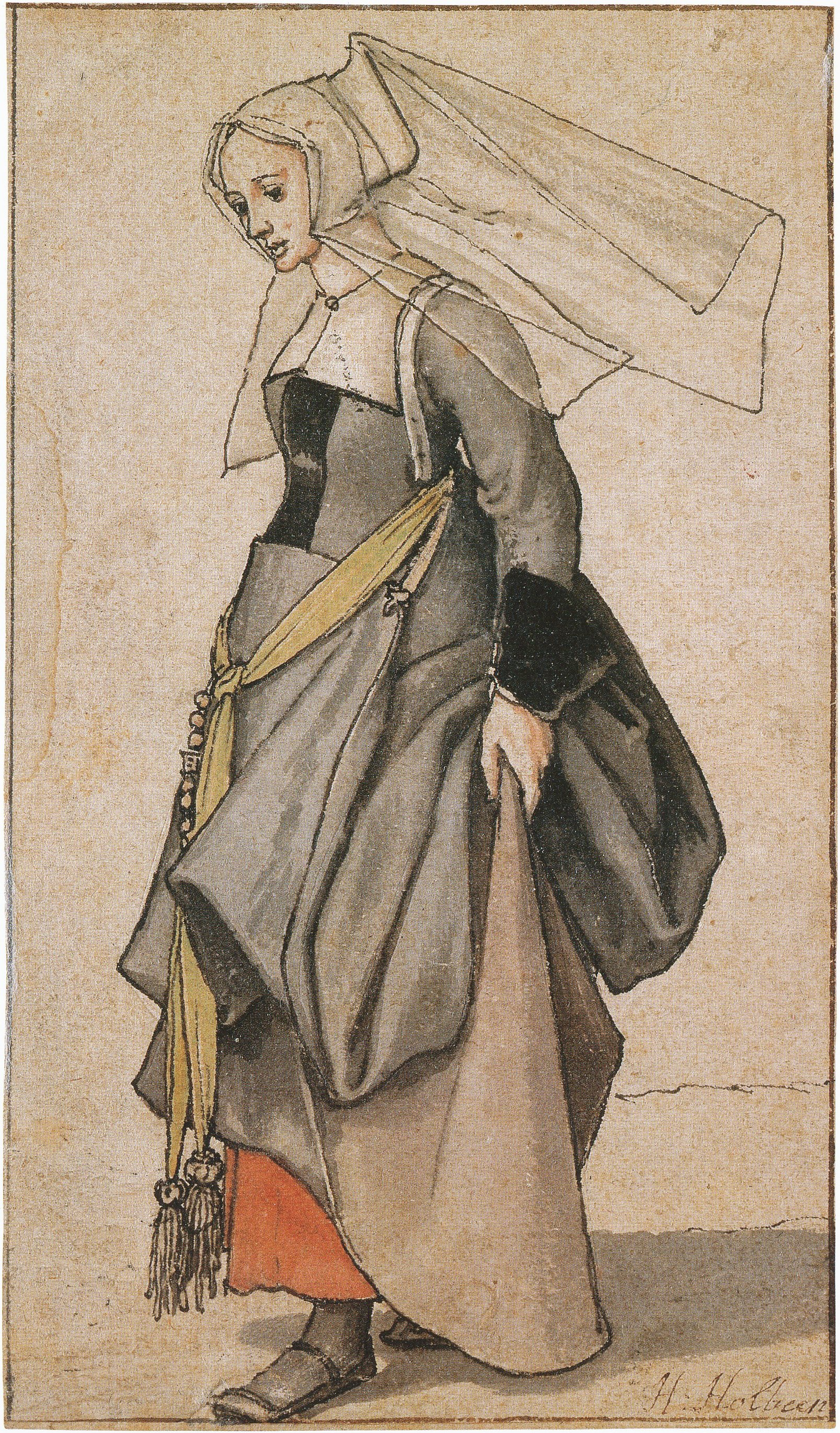
Ганс Гольбейн молодший, молода англійка XVI ст. ( 1535 р. ?)

## Графічні портрети

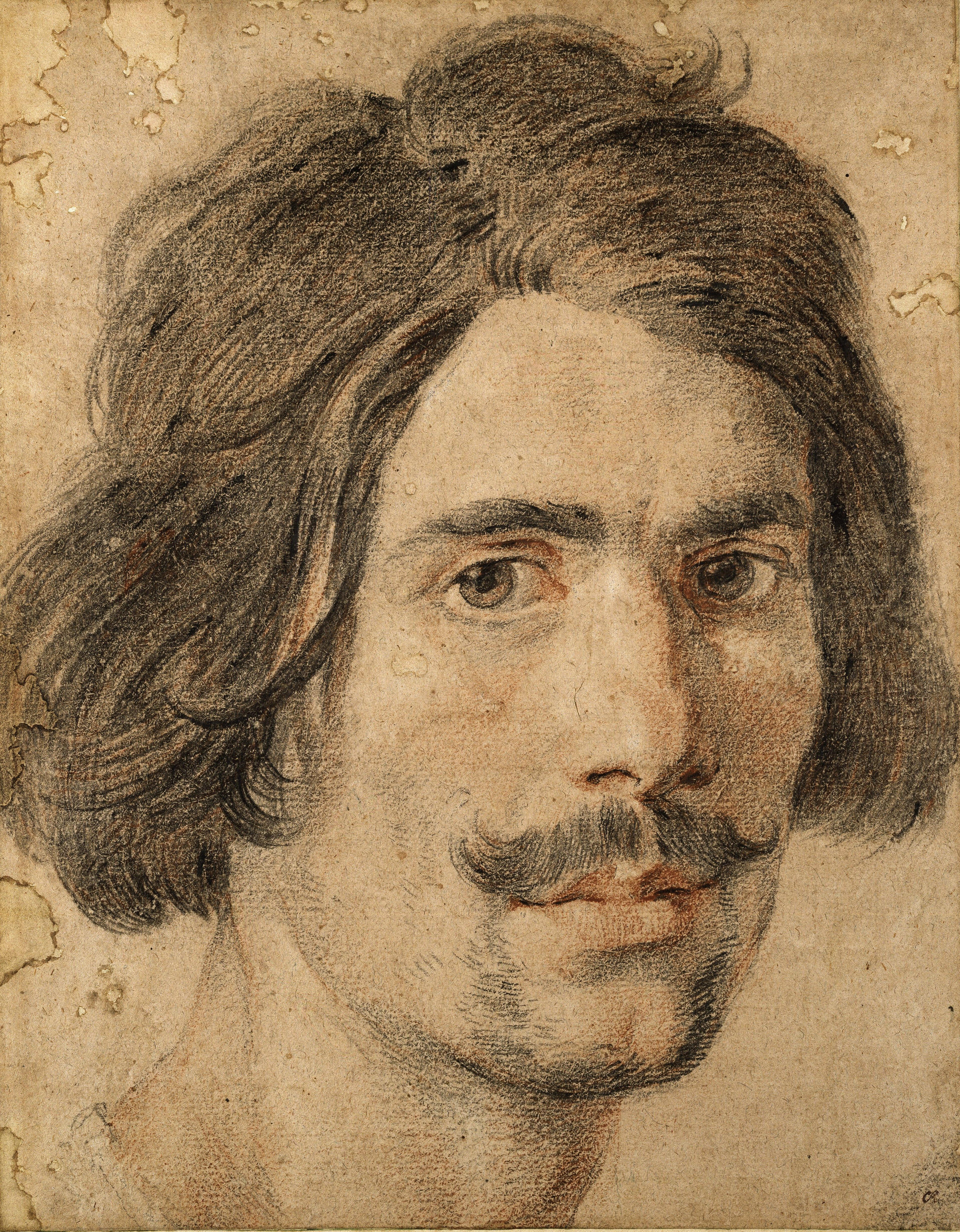
Автопортрет Берніні 1625 р.
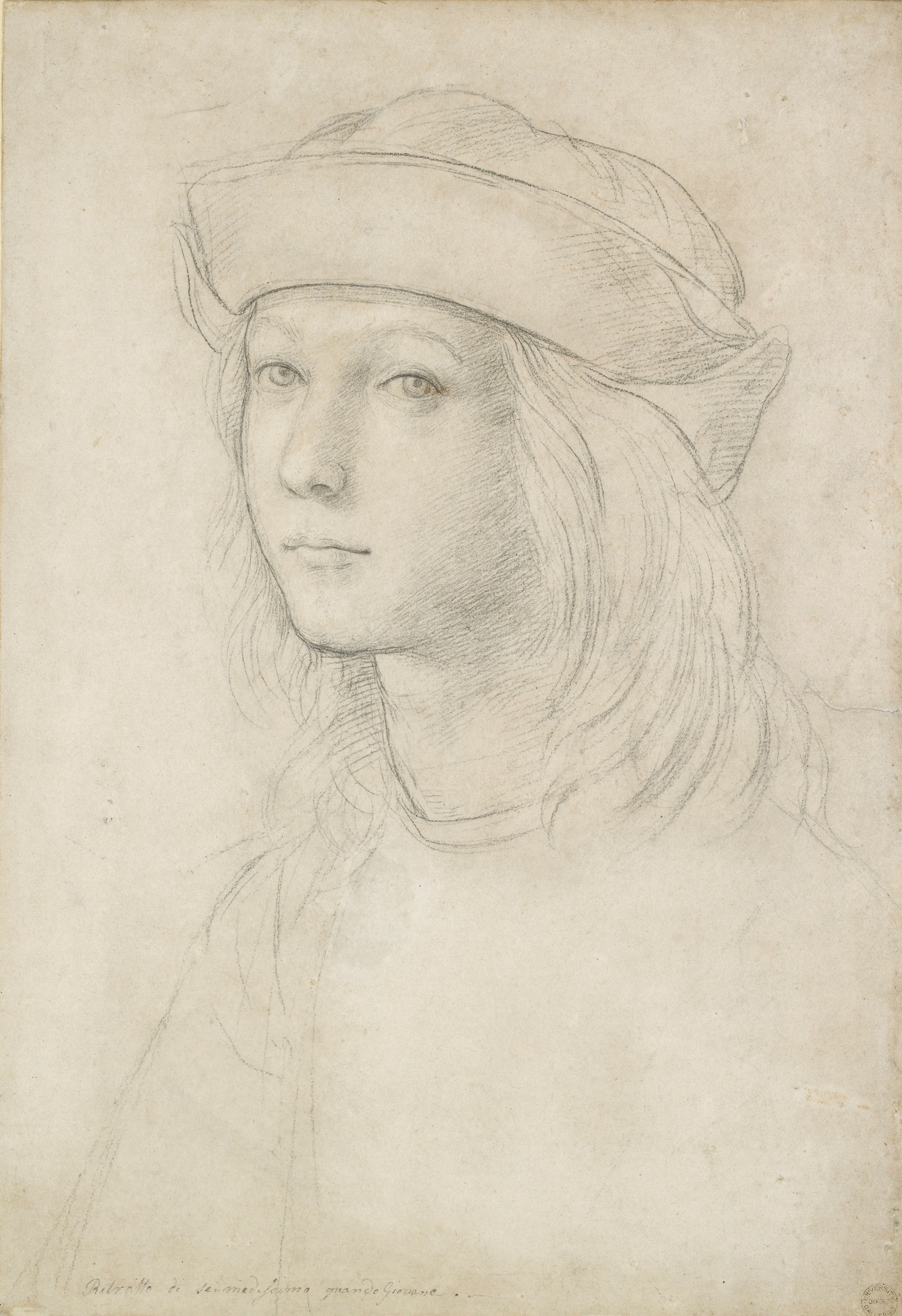
Рафаель Санті, автопортрет юнаком, 1499 р.
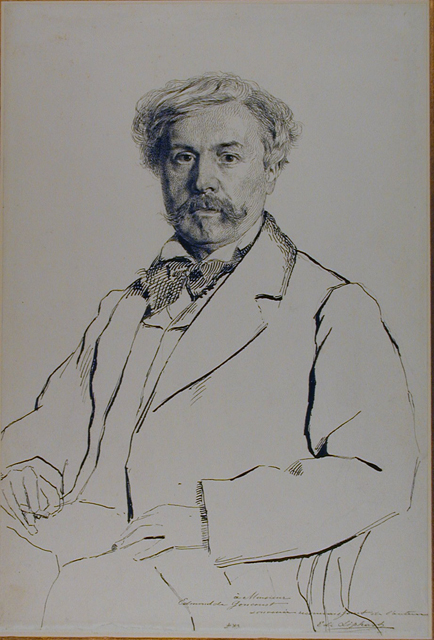
Ернст Ліпгарт, Едмон де Гонкур
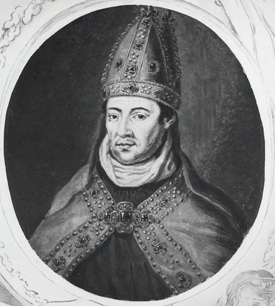
Худ. Бургіньон, Томас Ховард, граф Арундел

## Скарби живопису
Серед переданих в картинну галерею творів — оригінали Тіціана, Рембрандта, Трофіма Біго, нідерландських майстрів Голландії XVII століття, французьких імпресіоністів, історичні портрети.

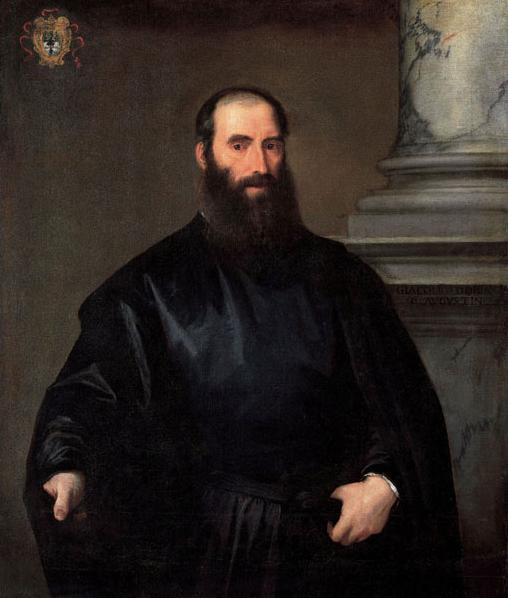
Тіціан, Джакомо Доріа, 1535 р.
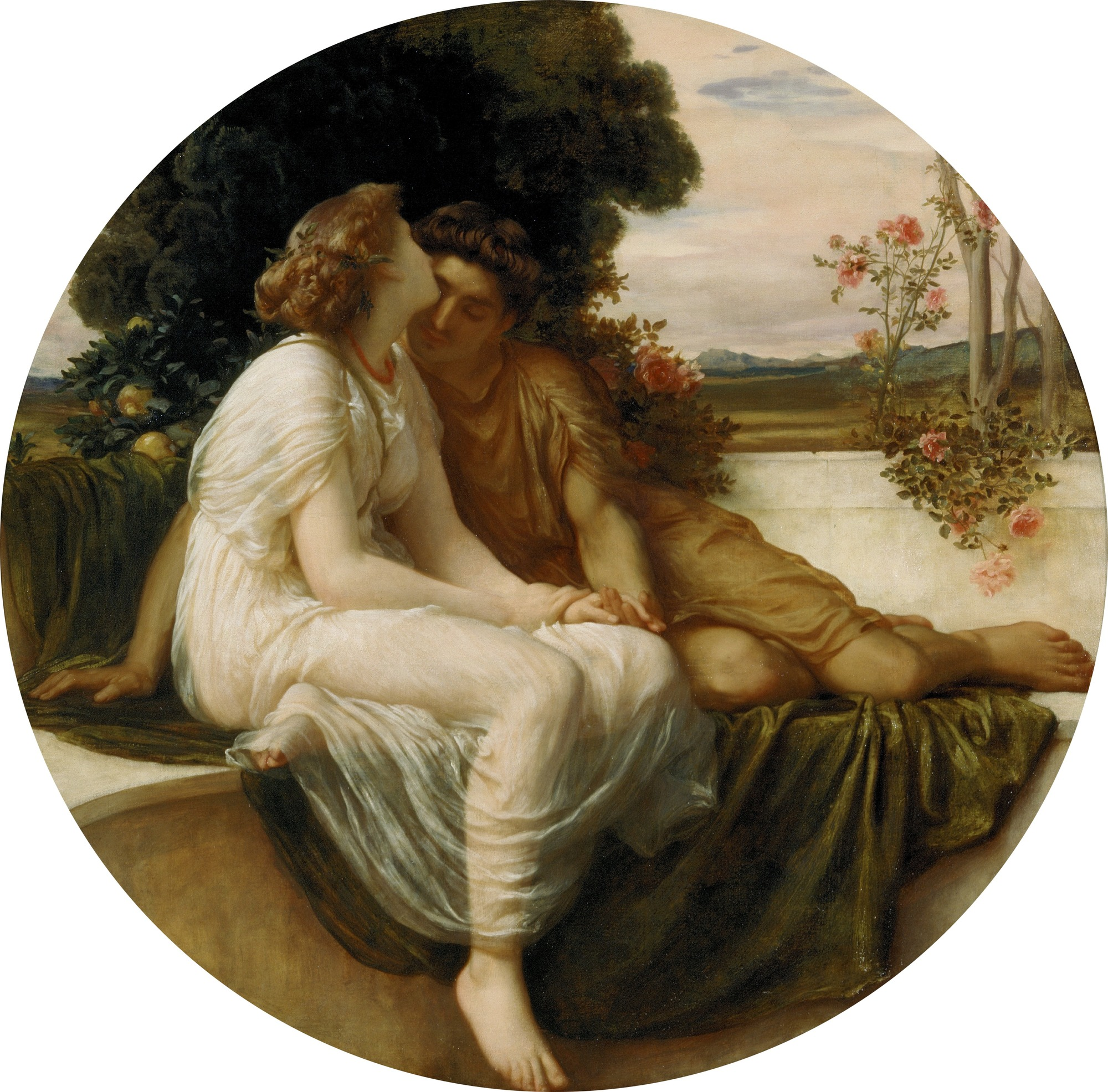
Фредерік Лейтон композиція з коханцями, 1868 р.
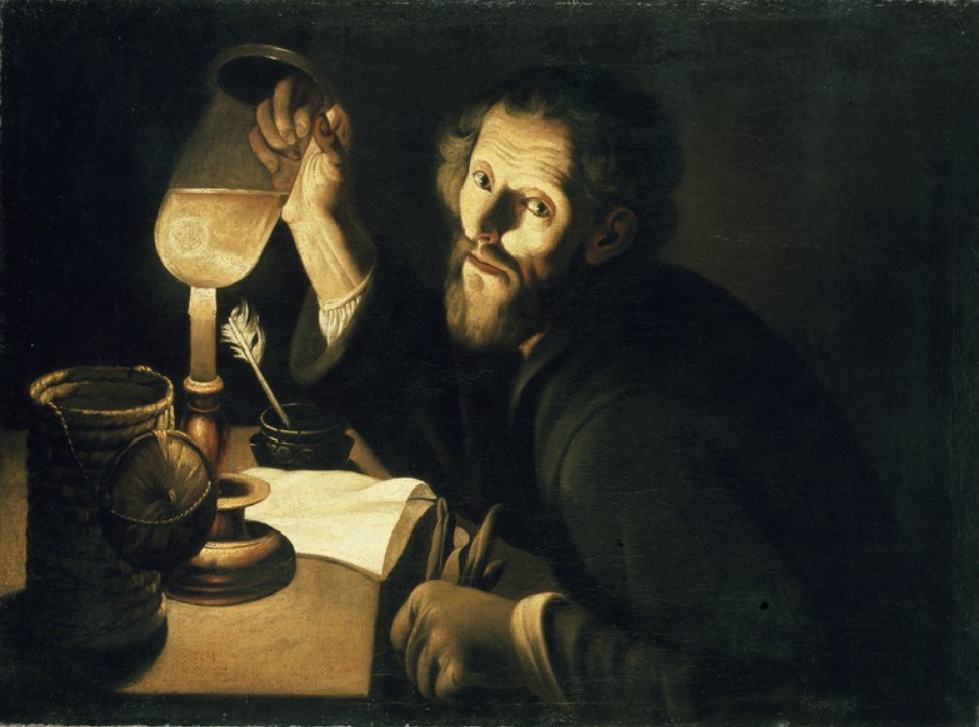
Трофім Біго, лікар досліджує сечу
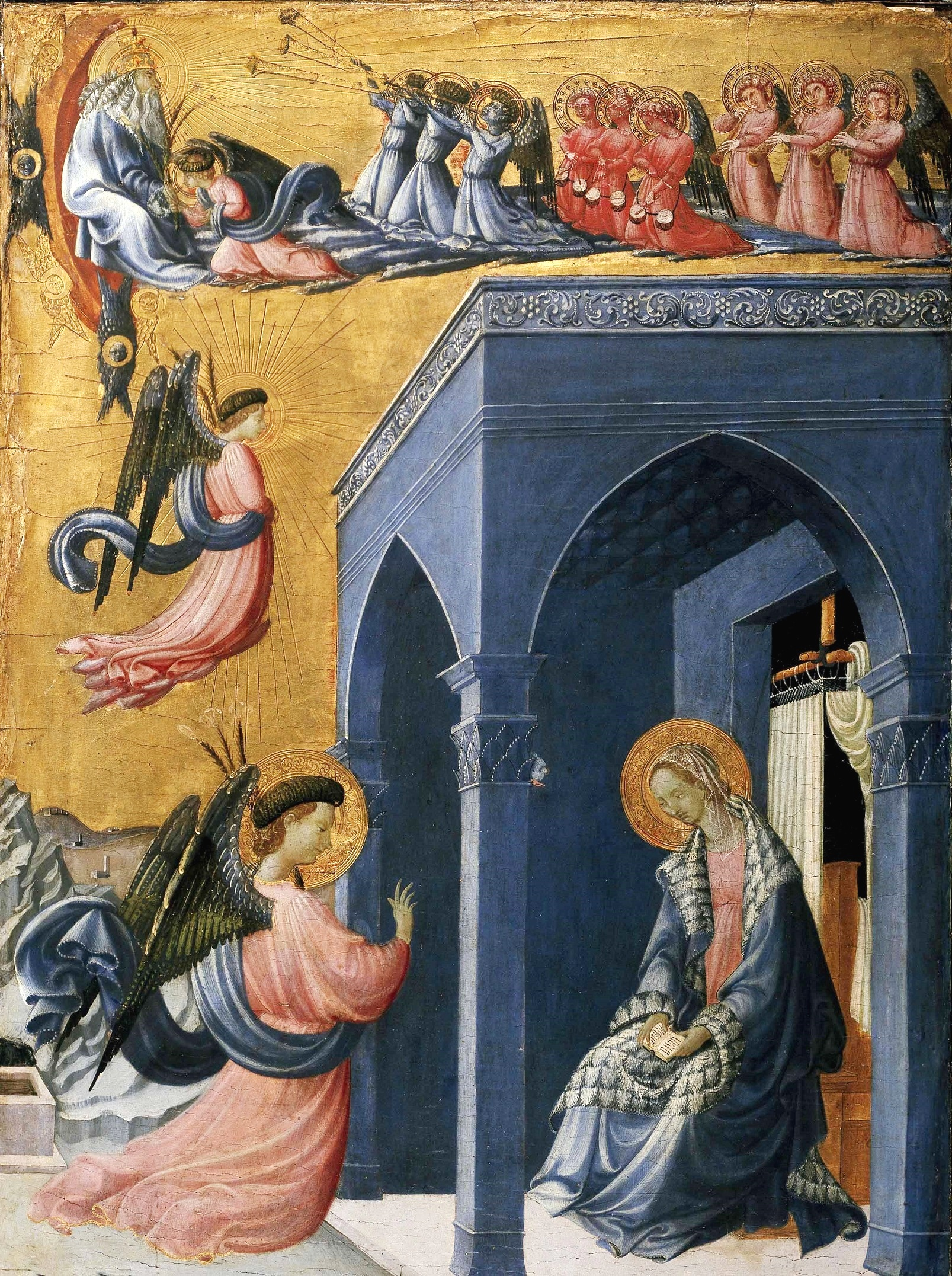
Паоло Учелло, благовіщення
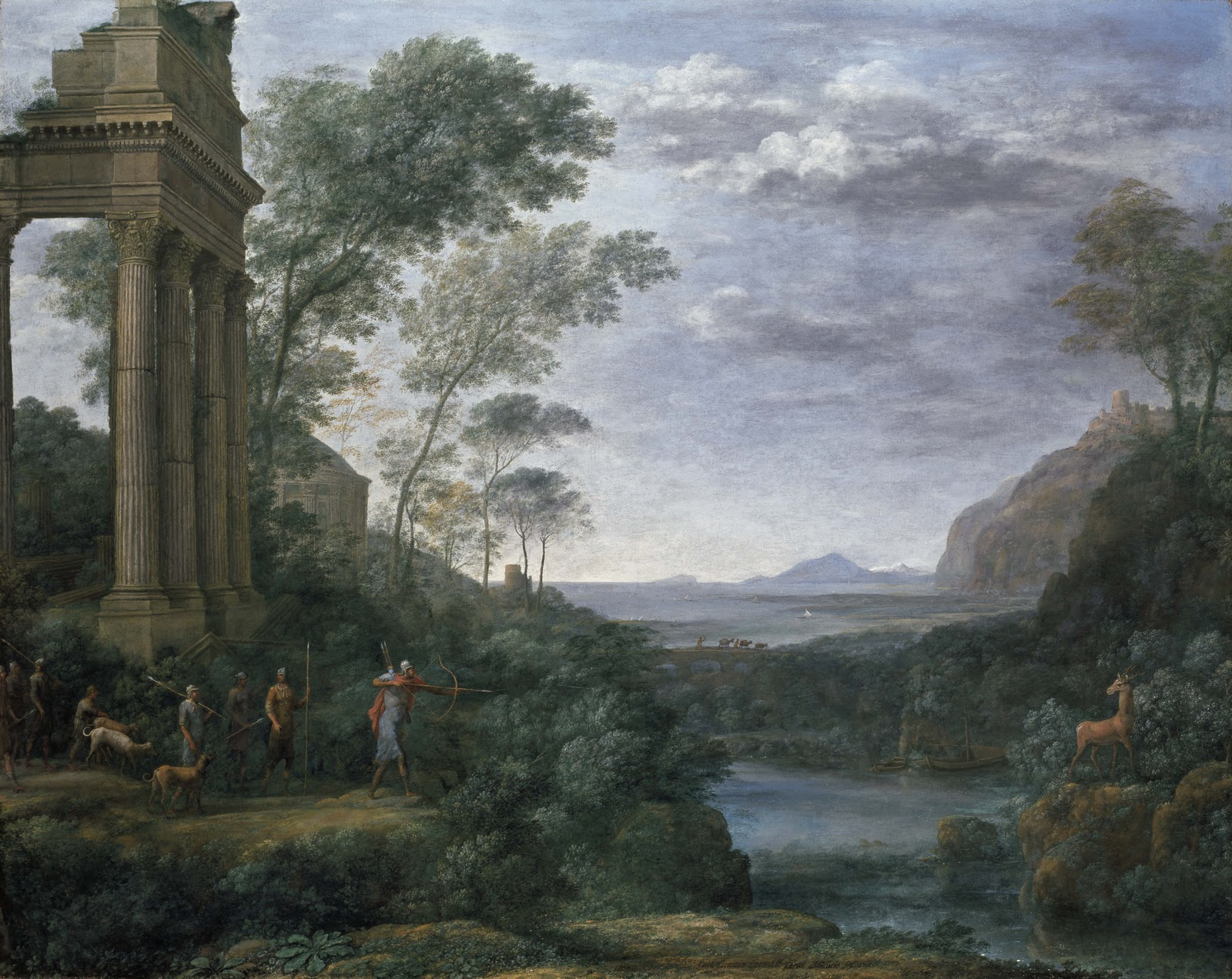
Клод Лоррен
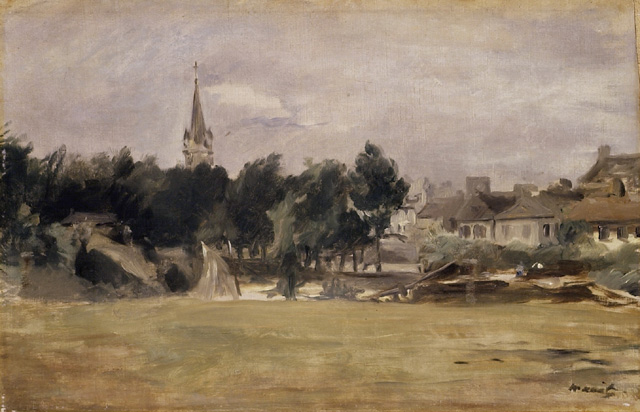
Едуар Мане. Сільський пейзаж з церковною вежею
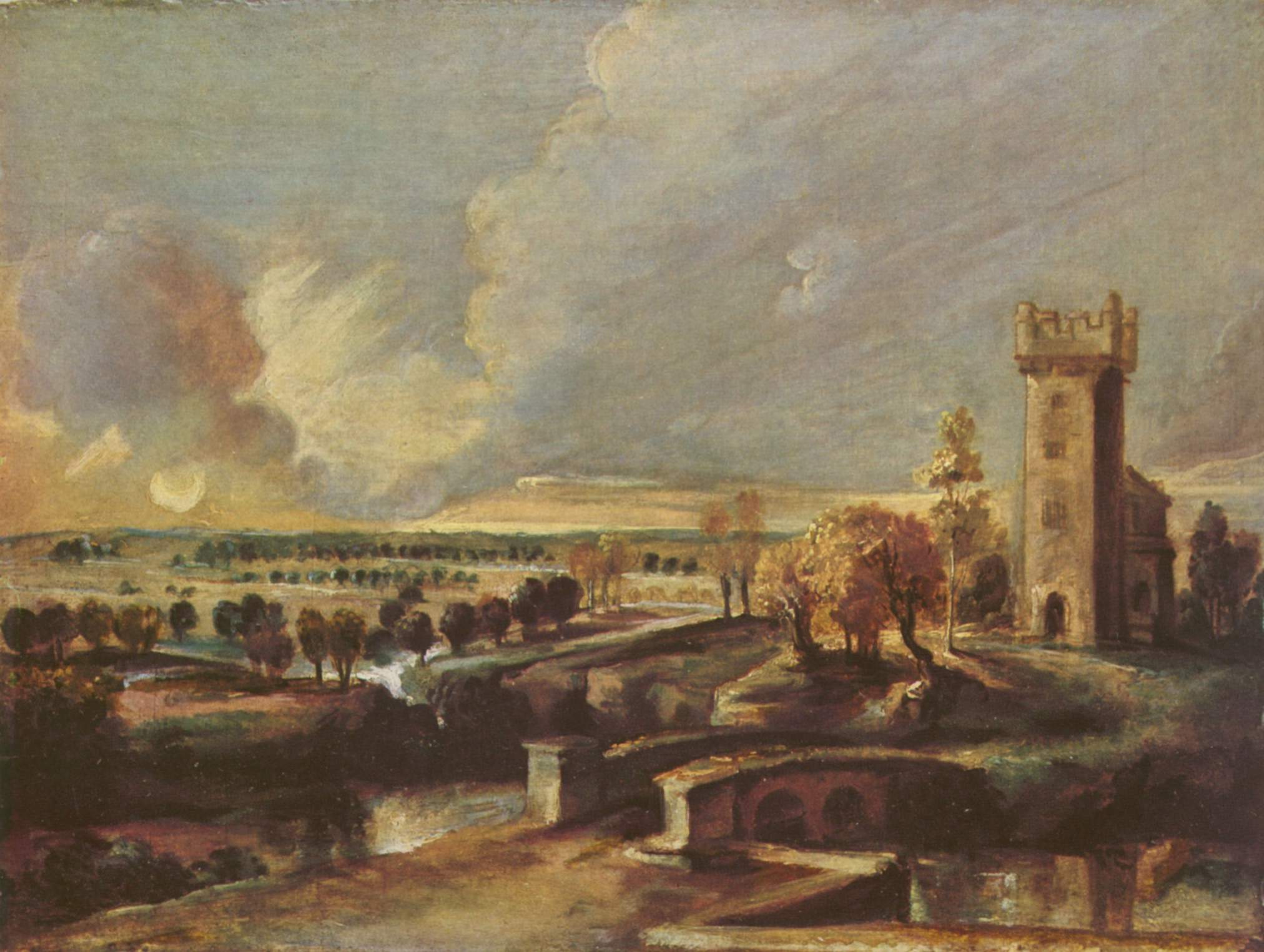
Рубенс, пейзаж біля замку Стен, 1640 р.
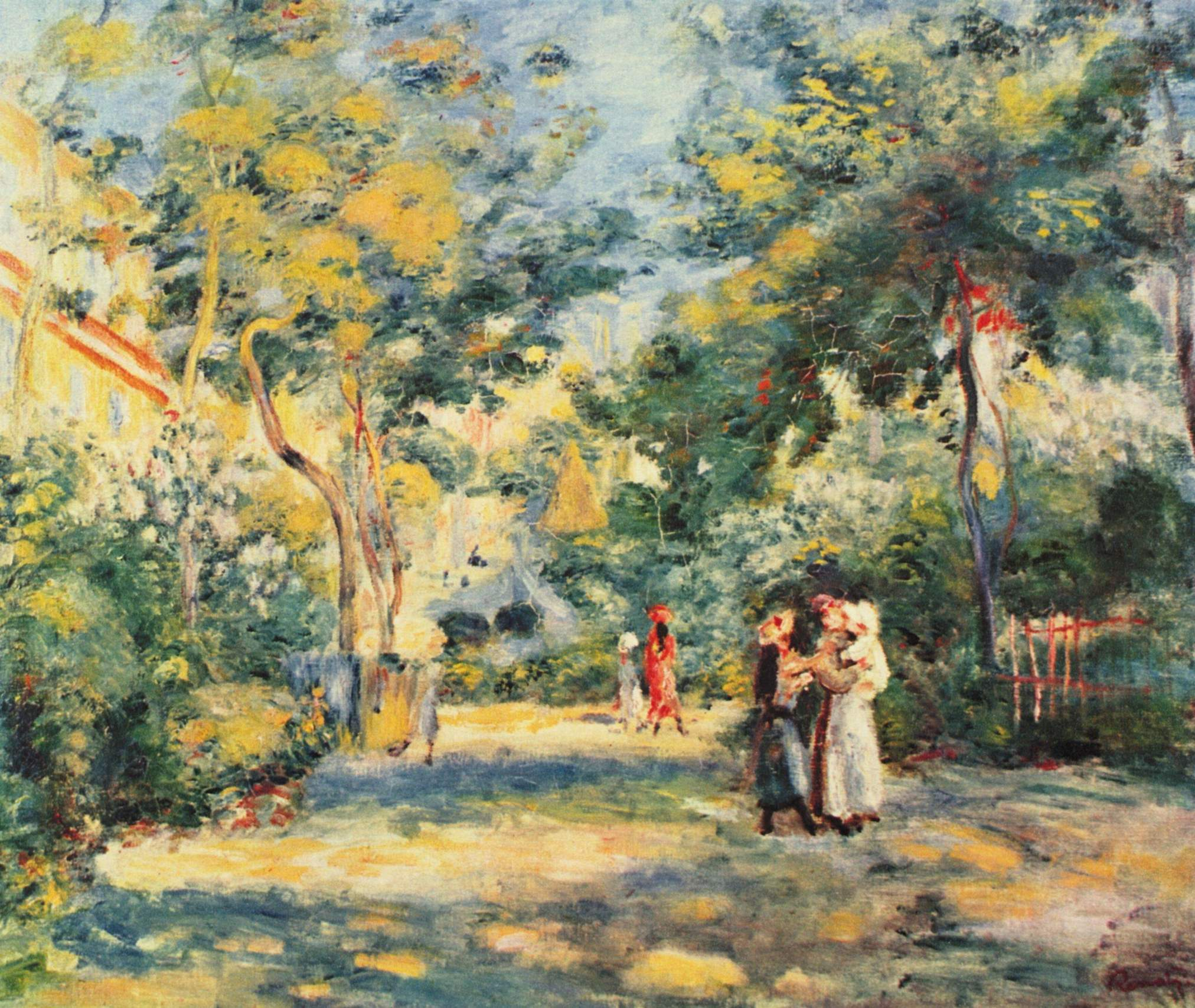
Ренуар, сад на Монмартрі, 1890 р.